# Tre rose rosse
Tre rose rosse è un album inciso da Rosanna Fratello nel 2011 per l'Azzurra Music. In questo album la cantante torna a collaborare con Cristiano Malgioglio. L'album come struttura richiama a quello del 1990, alternanza di nuove incisioni di inediti e vecchi successi.

## Tracce
1. Tre rose rosse (inedito) – 0:04 (C. Malgioglio, C. Castellari)
2. Pane e miele (inedito) – 1:55 (C. Malgioglio, C. Castellari)
3. Un tangaccio (inedito) – 1:18 (C. Malgioglio, Maurizio Costanzo)
4. Stai attento (inedito) – 3:23 (C. Malgioglio, C. Castellari)
5. Bang Bang – 3:06 (C. Malgioglio, S. Bono)
6. La carovana – 4:03 (C. Malgioglio, A. Radius, C. Castellari)
7. Se perdo anche te – 3:11 (F. Migliacci)
8. Figlio dell'amore – 4:26 (F. Leali, V. Pallavicini)
9. Schiaffo – 3:38 (C. Malgioglio, Bibap)
10. Non sono Maddalena – 3:36 (P. Conte, V. Pallavicini)
11. Sono una donna non sono una santa – 3:35 (Testa, Sciorilli)